# Monokelstenkrypare
Monokelstenkrypare (Lamyctes emarginatus) är en mångfotingart som först beskrevs av Newport 1844.  Monokelstenkrypare ingår i släktet Lamyctes och familjen fåögonkrypare. Arten är reproducerande i Sverige. Inga underarter finns listade i Catalogue of Life.